# Seznam avstro-ogrskih armadnih skupin
Seznam avstro-ogrskih armadnih skupin.

## seznam
- armadna skupina »Kirchbach« (AOM)
- armadna skupina »Tersztyánszky« (AOM)
- armadna skupina »Kummer« (AOM)
- armadna skupina »Pflanzer« (AOM)
- armadna skupina »Rohr« (AOM)
- armadna skupina »Belluno« (AOM)
- armadna skupina »Albanien« (AOM)